# USS Sigourney (DD-643)
USS Sigourney (DD-643) là một tàu khu trục lớp Fletcher được Hải quân Hoa Kỳ chế tạo trong Chiến tranh Thế giới thứ hai. Nó là chiếc tàu chiến thứ hai của Hải quân Mỹ được đặt theo tên James Sigourney (khoảng 1790-1813), sĩ quan hải quân đã tử trận trong cuộc Chiến tranh 1812. Nó hoạt động cho đến hết Thế Chiến II, được cho xuất biên chế năm 1946, nhưng được tái biên chế trở lại năm 1951 để hoạt động trong Chiến tranh Triều Tiên, và tiếp tục phục vụ cho đến năm 1960. Con tàu bị bán để tháo dỡ năm 1975. Sigourney được tặng thưởng chín Ngôi sao Chiến trận do thành tích phục vụ trong Thế Chiến II.

## Thiết kế và chế tạo
Sigourney được đặt lườn tại xưởng tàu của hãng Bath Iron Works ở Bath Maine vào ngày 7 tháng 12 năm 1942. Nó được hạ thủy vào ngày 24 tháng 4 năm 1943; được đỡ đầu bởi cô Amy C. Olney; và nhập biên chế vào ngày 29 tháng 6 năm 1943 dưới quyền chỉ huy của Hạm trưởng, Trung tá Hải quân W. L. Dyer.

## Lịch sử hoạt động

### Thế Chiến II

#### 1943
Sigourney tiến hành chạy thử máy huấn luyện ngoài khơi Casco Bay, Maine và tại khu vực Bermuda. Sau khi được sửa chữa sau thử máy, nó khởi hành từ Norfolk, Virginia vào ngày 14 tháng 9 năm 1943 cùng tàu tuần dương hạng nặng Baltimore (CA-68) cho chuyến đi sang vùng bờ Tây Hoa Kỳ. Họ đi đến San Diego, California vào ngày 3 tháng 10, và chiếc tàu khu trục lên đường ngay ngày hôm sau hướng đến Trân Châu Cảng. Nó lại tiếp tục lên đường đi Espiritu Santo thuộc quần đảo New Hebrides, đến nơi vào ngày 24 tháng 10, nơi nó được phân về Đội khu trục 44 trực thuộc Hải đội Khu trục 22.
Lực lượng lúc này đang được tập trung cho cuộc tấn công lên mũi Torokina trên đảo Bougainville thuộc quần đảo Solomon. Sigourney đã hộ tống cho các tàu vận chuyển trong giai đoạn tấn công lên khu vực đổ bộ, rồi tham gia bắn phá chuẩn bị các bãi đổ bộ trong ngày 1 tháng 11. Con tàu liên tục chịu đựng các cuộc không kích của đối phương, nó bắn rơi hai máy bay tấn công mà không bị thiệt hại gì. Sau đó nó tham gia hoạt động tiếp liệu cùng Lực lượng Đặc nhiệm 31 từ Tulagi đến các bãi đổ bộ.
Vào sáng ngày 17 tháng 11, Sigourney đang hộ tống một đoàn tàu vận tải đi đến vịnh Nữ hoàng Augusta khi nó bị máy bay Nhật Bản tấn công. Đoàn tàu bị pháo sáng chiếu rọi và máy bay ném bom-ngư lôi bắt đầu thả ngư lôi tấn công. McKean (APD-5), chiếc tàu vận chuyển cao tốc nhanh nhất, bị trúng ngư lôi và bắt đầu bốc cháy dữ dội. Sigourney đã cùng tàu khu trục Talbot (DD-114) đã áp sát trong gần hai giờ để cứu vớt những người sống sót; Sigourney cứu được 34 người, nhưng cả hai chiếc tàu khu trục bị chiếu sáng bởi chiếc tàu vận chuyển đang cháy và họ liên tục chịu đựng các cuộc không kích. May mắn là cà hai đều không bị hư hại và Sigourney đã bắn rơi hai máy bay đối phương.
Đến ngày 10 tháng 12, Sigourney bị hư hại khi nó mắc cạn gần Koiare, đảo Bougainville.

#### 1944
Sigourney cùng hải đội của nó tiếp tục hoạt động cùng Lực lượng Đặc nhiệm 31 cho đến ngày 6 tháng 5 năm 1944. Nó tham gia các cuộc tuần tra chống tàu ngầm, càn quét tàu bè sà lan đối phương và hoạt động phối hợp cùng các xuồng tuần tra PT boat và máy bay hỗ trợ. Vào tháng 2, nó nằm trong thành phần Đội tấn công đảo Green có nhiệm vụ đổ bộ binh lính New Zealand lên đây vào ngày 15 tháng 2. Trong đêm 29 tháng 2-1 tháng 3, nó cùng Hải đội Khu trục 22 tham gia một đợt càn quét chống tàu bè ngoài khơi cảng Simpson, rồi bắn phá Rabaul và sân bay trên đảo Duke of York thuộc quần đảo Bismarck.
Vào tháng 3, Sigourney cùng đội khu trục của nó hoạt động dưới sự chỉ đạo chung của Tư lệnh Quân đoàn 16 Hoa Kỳ để hỗ trợ cho lực lượng tại Bougainville. Họ đã bắn pháo phản công, bắn phá các vị trí và công sự đối phương, cũng như hỏa lực hỗ trợ theo yêu cầu. Chiếc tàu khu trục đã tham gia bắn phá ban ngày xuống khu vực sông Jaba và đỉnh Motapena, hỗ trợ cho hoạt động của các tàu PT boat vào ban đêm. Chỉ riêng trong ngày 12 tháng 3, Sigourney và Eaton (DD-510) đã bắn 400 quả đạn pháo theo yêu cầu để hỗ trợ cho Sư đoàn 37 Bộ binh. Đến giữa tháng 3, chiếc tàu khu trục được điều sang hỗ trợ cho cuộc đổ bộ lên Emirau của Trung đoàn 4 Thủy quân Lục chiến; trước khi quay trở lại tiếp tục bắn phá các công sự đối phương về phía Đông sông Torokina, Bougainville cho đến ngày 12 tháng 4.
Sigourney sau đó thực hiện chuyến đi hộ tống giữa Guadalcanal, mũi Gloucester, vịnh Purvis, Majuro, Eniwetok và Kwajalein. Vào ngày 11 tháng 5, nó khởi hành từ Kwajalein cùng Đội đặc nhiệm 51.18, Lực lượng Viễn chinh Hỗn hợp Dự bị, cho cuộc tấn công đổ bộ lên Saipan và Tinian thuộc quần đảo Mariana. Nó đi đến ngoài khơi Saipan vào ngày 16 tháng 6, và tham gia các chiến dịch tại đây cũng như tại Tinian cho đến khi nó rút lui khỏi khu vực chiến sự vào ngày 20 tháng 8. Trong giai đoạn này, nó đã bắn phá các bãi đổ bộ, bắn pháo hỗ trợ cho lực lượng chiến đấu trên bờ, cũng như tuần tra phòng không và chống tàu ngầm.
Được cho tách khỏi Chiến dịch quần đảo Mariana, Sigourney lên đường đi vịnh Purvis thuộc quần đảo Solomon, đến nơi vào ngày 25 tháng 8. Tại đây nó được phối thuộc cùng Lực lượng Đặc nhiệm 32, và khởi hành vào ngày 8 tháng 9 để tham gia Chiến dịch quần đảo Palau. Từ ngày 15 đến ngày 30 tháng 9, nó phối hợp cùng các tàu sân bay tung ra các cuộc không kích để hỗ trợ cho lực lượng đổ bộ chiếm đóng Peleliu. Nó có mặt tại cảng Seeadler thuộc quần đảo Admiralty từ ngày 3 đến ngày 12 tháng 10, rồi lên đường đi Leyte, Philippines cùng Đội đặc nhiệm 77.2, Lực lượng Bắn phá và Hỗ trợ hỏa lực.
Vào ngày 19 tháng 10, Sigourney bắn phá các bãi Red và White để hỗ trợ cho các đội phá hoại dưới nước (UDT) trinh sát các bãi đổ bộ gần Dulag và Tacloban. Nó cùng Cony (DD-508) ở lại khu vực trong khi phần còn lại của Đội đặc nhiệm 77.2 rút lui về phía Nam bảo vệ lối tiếp cận vịnh Leyte qua ngã eo biển Surigao. Hai chiếc tàu khu trục đã bắn pháo quấy rối ban đêm và bắn pháo can thiệp xuống bãi biển, đường giao thông và căn cứ đối phương. Vào ngày 20 tháng 10, họ bắn phá bãi đổ bộ cho đến giờ H rồi bắn hỏa lực theo yêu cầu cho đến ngày 24 tháng 10, khi được chỉ thị của Tư lệnh Đệ Thất hạm đội chuẩn bị cho một trận đánh đêm. Sigourney, Aulick (DD-569) và Welles (DD-628) nằm trong thành phần hộ tống cho hàng chiến trận, bao gồm sáu thiết giáp hạm, và với vai trò bảo vệ họ đã không tham gia đợt tấn công bằng ngư lôi của các tàu khu trục khác trong Trận chiến eo biển Surigao. Đến ngày 29 tháng 10, nó rút lui khỏi Leyte và quay về đến cảng Seeadler, Manus vào ngày 3 tháng 11.
Chín ngày sau, Sigourney lên đường quay trở lại Leyte làm nhiệm vụ bảo vệ và cột mốc radar canh phòng tại lối ra vào vịnh ngoài khơi đảo Dinagat từ ngày đến ngày 6 đến ngày 30 tháng 11. Trong đêm 1-2 tháng 12, Đội khu trục 44 tiến hành cuộc càn quét biển Camotes, và lúc 02 giờ 38 phút ngày 2 tháng 12, Sigourney và Conway (DD-507) đã bắn pháo vào một tàu chở hàng Nhật Bản, đánh chìm nó chỉ trong sáu phút. Các tàu khu trục sau đó lên đường đi quần đảo Palau để tham gia lực lượng tấn công lên Mindoro. Đội đặc nhiệm bao gồm bốn thiết giáp hạm, bốn tàu tuần dương, sáu tàu sân bay hộ tống và 18 tàu khu trục đã lên đường vào ngày 10 tháng 12. Các tàu sân bay tiến hành không kích xuống mục tiêu ba ngày sau đó, kéo dài cho đến ngày 17 tháng 12; trong giai đoạn này đội đặc nhiệm thường xuyên chịu đựng các cuộc không kích của đối phương.

#### 1945
Sigourney sau đó gia nhập Đội đặc nhiệm 79.2, Đội tấn công Baker vốn được hình thành tại đảo Manus và khởi hành từ đây vào ngày 31 tháng 12 năm 1944 để đi sang quần đảo Philippine. Các đơn vị thuộc Tập đoàn quân 6 đổ bộ lên khu vực vịnh Lingayen trên đảo Luzon vào ngày 9 tháng 1 năm 1945. Đến ngày 20 tháng 1, Sigourney và Saufley (DD-465) được cho tách ra để hộ tống Đội vận chuyển 21 Australia đi Morotai, Đông Ấn thuộc Hà Lan. Chiếc tàu khu trục đã hộ tống các đoàn tàu vận tải đi lại giữa Leyte và vịnh Lingayen cho đến ngày 27 tháng 2, khi nó lên đường cùng Đơn vị Đặc nhiệm 78.2.12 đi Puerto Princesa thuộc đảo Palawan, để hỗ trợ cho cuộc đổ bộ tại đây của các đơn vị Lục quân vào ngày 28 tháng 2. Nó tiếp tục hoạt động tại Phillipines trong tháng 4, hoạt động cùng Đội đặc nhiệm 74.2 trước và trong cuộc tấn công của Lục quân lên các khu vực Malabang, Parong và Cotabato thuộc Mindanao vào ngày 17 tháng 4. Nó rời quần đảo Philippine vào ngày 6 tháng 5 để quay trở về Hoa Kỳ ngang qua quần đảo Marshall và Trân Châu Cảng.
Sigourney về đến San Pedro, California vào ngày 31 tháng 5, và đi vào xưởng tàu của hãng Bethlehem Steel Co. để đại tu, kéo dài cho đến ngày 3 tháng 9, khi chiến tranh đã kết thúc. Nó chuyển đến San Diego vào ngày hôm sau, rồi lên đường một tháng sau đó để đi New York qua ngã kênh đào Panama, đến nơi vào ngày 20 tháng 10. Vào cuối tháng 10, nó được lệnh đi đến Xưởng hải quân Charleston, Charleston, South Carolina để chuẩn bị ngừng hoạt động, và con tàu được cho xuất biên chế vào ngày 20 tháng 3 năm 1946, được đưa về Hạm đội Dự bị Đại Tây Dương.

### 1951 – 1960
Sigourney được cho nhập biên chế trở lại vào ngày 7 tháng 9 năm 1951 tại Charleston, South Carolina. Nó tiến hành chạy thử máy tại khu vực vịnh Guantánamo, Cuba vào đầu năm 1952, rồi sang tháng 4 đã gia nhập Đội khu trục 322, đặt cảng nhà tại Norfolk. Chiếc tàu khu trục hoạt động tại chỗ cho đến tháng 10, khi nó đi vào Xưởng hải quân Norfolk để đại tu, vốn kéo dài cho đến tháng 1 năm 1953. Nó quay trở lại vịnh Guantánamo để huấn luyện ôn tập cho đến tháng 3, rồi tiếp tục hoạt động từ cảng nhà. Vào ngày 29 tháng 6, nó lên đường cho một lượt bố trí sang Viễn Đông, thực hiện chuyến đi vòng quanh thế giới. Khi hiện diện tại vùng biển Triều Tiên, con tàu được phối thuộc cùng Lực lượng Đặc nhiệm 77, lực lượng tàu sân bay nhanh, và sau đó cùng Lực lượng Đặc nhiệm 95, lực lượng phong tỏa và hộ tống Liên Hợp Quốc.

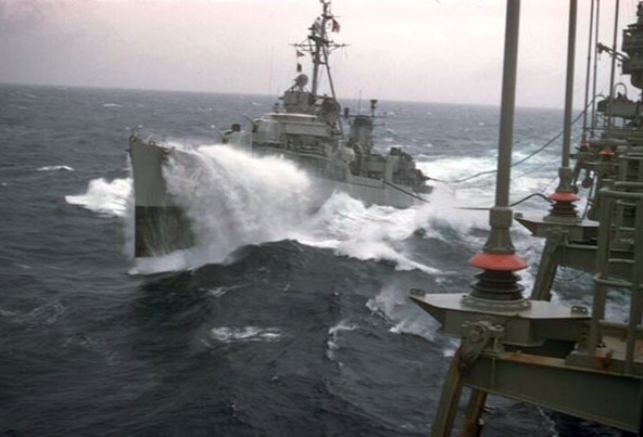
Sigourney được tiếp nhiên liệu từ tàu sân bay trong Địa Trung Hải, 1957.

Từ ngày 10 tháng 12 năm 1953, Sigourney thực hiện chuyến viếng thăm thiện chí, đưa nó đến Hong Kong, Singapore, Naples, Cannes, Gibraltar và Lisbon trước khi quay trở về Norfolk vào ngày 6 tháng 2 năm 1954. Sang tháng 6, một chuyến đi huấn luyện học viên sĩ quan đã đưa nó sang Pháp và Tây Ban Nha trước khi quay trở về cảng nhà vào tháng 8. Con tàu được đại tu từ tháng 10 năm 1954 cho đến tháng 1 năm 1955. Nó lại thực hiện một chuyến đi sang Châu Âu cùng Đội khu trục 322 vào năm 1955, các chuyến đi huấn luyện học viên sĩ quan sang Châu Âu vào những năm 1956 và 1958, và được bố trí cùng Đệ Lục hạm đội tại Địa Trung Hải vào năm 1957. Cảng nhà của nó được chuyển đến Philadelphia, Pennsylvania vào ngày 1 tháng 1 năm 1959, và nó được đưa về Hạm đội Huấn luyện Dự bị.
Sigourney được cho xuất biên chế vào ngày 1 tháng 5 năm 1960 và đưa về Hạm đội Dự bị Đại Tây Dương, neo đậu tại Philadelphia. Tên nó được cho rút khỏi danh sách Đăng bạ Hải quân vào ngày 1 tháng 12 năm 1974, rồi con tàu bị bán để tháo dỡ vào ngày 31 tháng 7 năm 1975.

## Phần thưởng
Sigourney được tặng thưởng chín Ngôi sao Chiến trận do thành tích phục vụ trong Thế Chiến II.